# Fernando Filoni
Fernando Filoni (Manduria, 1946. április 15. –) olasz római katolikus pap, a Jeruzsálemi Szent Sír Lovagrend nagymestere, a Népek Evangelizálása Kongregáció nyugalmazott prefektusa, bíboros.

## Oktatás és korai diplomáciai munka
Filoni az olaszországi Taranto melletti Manduriában született. A papi szemináriumba lépett, majd a Lateráni Pápai Egyetemen filozófiából és kánonjogból doktorált. Pappá szentelték 1970. július 3-án. 1981-től 1983-ig Srí Lanka, 1983-tól 1985-ig Irán, 1989-től 1992-ig Brazília, 1992-től 2000-ig a Fülöp-szigetek nunciatúráin szolgált. Bár hivatalosan a Fülöp-szigeteki Apostoli Nunciatúrához volt rendelve, a székhelye Hongkongban volt. Ez idő alatt Filoni érsek volt II. János Pál pápa hídja Kína püspökeihez, hivatalos egyházakhoz és nem hivatalos egyházakhoz és püspökökhöz, abban a reményben, hogy kibékíti őket a Szentszékkel.

## Apostoli nuncius
II. János Pál pápa 2001. január 17-én nevezte ki Filonit Irak és Jordánia apostoli nunciusává, valamint Volturnum címzetes érsekévé. 2001. március 19-én II. János Pál pápa szentelte püspökké. Püspöki jelmondatául a Lumen Gentium Christus-t választotta.
Filoni érsek megvédte a katolikus egyház szabadságát Irakban Szaddám Huszein rezsimje alatt, és – a pápa álláspontjával összhangban – ellenezte az ország 2003-as amerikai invázióját. Bagdadban maradt, amikor az amerikai bombák hullottak, amit „semmi kivételesnek” nevezett. Amikor Mario Vargas Llosa 2003-ban meglátogatta őt Bagdadban, úgy jellemezte Filonit, mint „kicsi, okos, szívós, beszédes és a vészhelyzetek szakértője”, aki szomorúan írta le, hogy – ahogyan előre megjósolta – „hihetetlenül nehéz volt a béke igazgatása.” Szaddám bukása után elismerte az emberek újonnan megtalált szabadságát, de figyelmeztetett a biztonság hiányára és a gazdaság lassú fejlődésére. Vegyes érzéseket fogalmazott meg az új alkotmánnyal kapcsolatban, amelyet egyszerre nevezett „pozitíc lépésnek az ország normalizálódása felé” és „egyes területeken ellentmondásosnak” és támogatta a keresztények és a muszlimok békés egymás mellett élését.
2006. február 1-jén Bagdadban majdnem megölték, amikor egy autóbomba robbant a nunciatúra mellett. Irakban és Jordániában szolgált 2006. február 25-ig, amikor is kinevezték a Fülöp-szigetek apostoli nunciusává.

## Római Kúria

### Az Államtitkárság Általános Ügyek Részlegének vezetője
XVI. Benedek pápa 2007. június 9-én július 1-jei hatállyal kinevezte Filoni érseket általános ügyekért felelős államtitkár-helyettessé. Helyettesi tisztségének négy éve alatt Filoni feladata volt a Kúria tevékenységének megszervezése, a pápai dokumentumok és levelezés hivatalos fordításainak gondozása, a pápai levelek hivatalába küldendő küldöncök titkosítása, a jogi kérdések megoldása, a Kúria és a nunciatúrák személyzeti ügyeinek intézése, az államfői látogatások protokollja és etikettje, a tájékoztatás és a média kezelése, valamint a vatikáni archívumok kezelése. Felelős volt továbbá a nunciusok tevékenységének megszervezéséért a világ minden táján a helyi egyházakat érintő tevékenységükben.
Megfigyelők megjegyezték, hogy államtitkár-helyettesi ideje alatt soha nem alakított ki szoros kapcsolatot közvetlen felettesével, Tarcisio Bertone államtitkárral.
2008-ban Filoni érsek megkapta az Olasz Köztársasági Érdemrend lovagkeresztjét.

#### McCarrick botrány
Carlo Maria Viganò érsek 2018. augusztusi „Tanúvallomásában” arról számolt be, hogy 2008. május 25-én elküldte Filoninak egy Gregory Littleton nevű volt pap által szolgáltatott információk összefoglalóját, aki tanúsította, hogy Theodore McCarrick bíboros szexuálisan visszaélt papokkal és szeminaristákkal, valamint azokat az információkat, amelyek Richard Sipe nemrég közzétett „Nyilatkozat XVI. Benedek pápának” című, McCarrick szexuális visszaéléseiről szóló nyilatkozatában szerepelnek. Azt mondta, hogy Filoni „minden részletben ismerte a McCarrick bíborossal kapcsolatos helyzetet.” 2008 és 2013 között Filoni összesen 3500 dollár értékű csekket kapott McCarricktől.

### A Népek Evangelizálása Kongregáció prefektusa
2011. május 10-én XVI. Benedek pápa Filonit a missziós területek igazgatásáért felelős vatikáni részleg, a Népek Evangelizálása Kongregáció prefektusává nevezte ki a nyugdíjkorhatárt elérő és egészségügyi problémákkal küzdő Ivan Dias bíboros utódjául. A La Nazione megjegyezte, hogy a mindössze négy évnyi államtitkár-helyettesi szolgálata után történő áthelyezés szokatlan volt, és azt találgatta, hogy Filonit a Bertonéval való „viharos” viszonya miatt helyezték át.
A Szentszék 2012. január 6-án jelentette be, hogy a február 18-i konzisztóriumon bíborossá kreálják. Címtemplomául a Nostra Signora di Coromoto-templomot jelölték ki bíboros-diakónusi rangban. 2012. április 24-én Filoni a Hittani Kongregáció és a Tanulmányi Intézetek Katolikus Nevelésügyi Kongregációja tagja lett. 2012. november 24-én a Törvényszövegek Pápai Tanácsa tagjává nevezték ki. Filoni részt vett a Ferenc pápát megválasztó 2013-as konklávén, és papabilenek, azaz lehetséges pápának tartották.
Az iraki emberekkel végzett munkája alapján Filoni megírta Az egyház Irakban című könyvet.
Ferenc pápa 2018. június 28-i hatállyal bíboros-püspöki rangra emelte.
Ferenc pápa 2019. december 8-án Luis Antonio Tagle bíborost nevezte ki Filoni utódjául a Kongregáció prefektusi posztjára.

## A Szent Sír Lovagrend nagymestere
Ferenc pápa 2019. december 8-án a Jeruzsálemi Szent Sír Lovagrend nagymesterévé nevezte ki.